# Artur Pestana de Andrade
Artur Pestana de Andrade (Funchal, 3 de Novembro de 1927 - Funchal, 13 de Novembro de 1992) foi intérprete de contrabaixo e clarinete, professor e critico músical.

## Biografia
Artur fez a sua formação de contrabaixo, no Conservatório de Lisboa. Colaborou com o Diário de Notícias da Madeira e e foi crítico musical no suplemento Malta do Manel.
Foi professor de contrabaixo e de formação musical, professor de instrumentos de sopro e executante de contrabaixo na Orquestra de Câmara da Madeira e de clarinete na Banda Municipal do Funchal. Fez parte de vários grupos musicais que animavam as noites nos hotéis da Madeira, os grupos que mais se destacaram foram: Jess and His Boys, o Agrupamento Tony Amaral e o Quarteto Zeca da Silva, grupo o qual levou as músicas das ‘noites da madeira’ a Angola e ao Casino Estoril. Com António Aragão e Luís Alberto Silva, Artur recolheu canções populares madeirenses, as quais editaram um Long Play em 1982. Artur Andrade também compôs algumas orquestrações de vário estilos musicais. Artur fundou o semanário Comércio do Funchal em 1967, o grupo Madeira Ensemble, um grupo para animar as noites no Casino Park Hotel e o grupo Corde Sonare. Foi homenageado pela empresa Funchal 500 Anos, no dia 29 de Dezembro de 2007 com um concerto no Teatro Municipal Baltazar Dias, onde o seu filho, Luís Bruno Gomes Andrade, violoncelista e maestro participou homenageando o pai.